# 皮尼亚泰利别墅

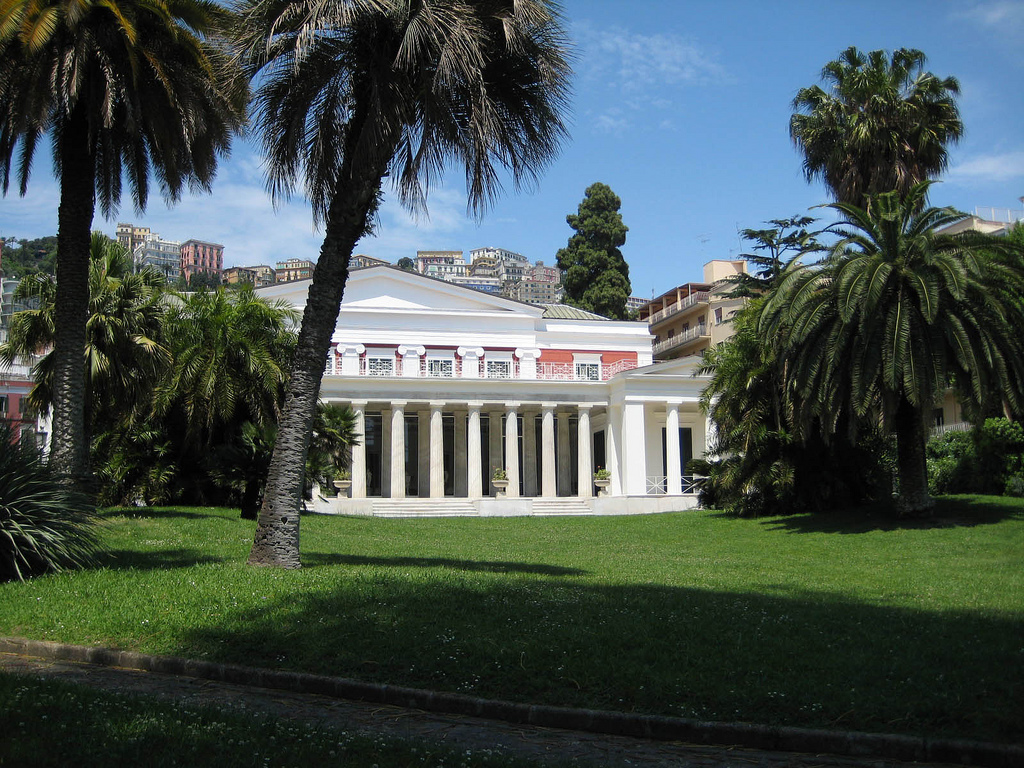
皮尼亚泰利别墅

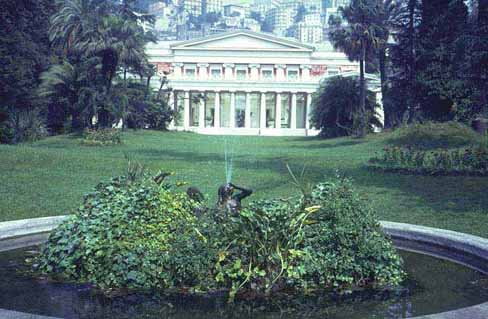

皮尼亚泰利别墅（Villa Pignatelli）是意大利南部城市那不勒斯的一个博物馆。在皮尼亚泰利别墅前的广场上，矗立着由乔瓦尼·德·马蒂诺 (Giovanni De Martino)雕塑家于1920年创作的“Il pescatore”雕像。这座青铜雕像表现了一位试图抓住螃蟹的渔夫。

## 历史
皮尼亚泰利别墅或许是沿着基艾亚滨海路最引人注目的建筑，这条路沿着市民公园（Villa Comunale）北侧，介于梅尔杰利纳和胜利广场之间。它由费迪南德·阿克顿建于1826年，为新古典主义住宅，多立克列柱能吸引50碼（46）外路人的眼球。该物业自建成以来曾数次转手：1841年，被德国金融家卡尔·迈耶·冯·罗斯柴尔德收购；然后在1867年转移给蒙特利昂纳公爵迭戈·阿拉戈纳·皮尼亚泰利·科尔特斯，其遗孀在1952年将别墅卖给意大利政府。该别墅保留了建筑前的花园，开设车辆博物馆，展出18世纪和19世纪以来的法国和英国车辆。